# Hugh Keays-Byrne
Hugh Keays-Byrne , né le 18 mai 1947 à Srinagar (Inde) et mort le 1er décembre 2020 à Gosford (Australie), est un acteur et réalisateur anglais. Il a résidé en Australie à partir de 1973.

## Biographie
Il est surtout connu pour avoir incarné l'antagoniste principal dans deux épisodes de la saga Mad Max : Toecutter dans le premier volet et Immortan Joe dans le quatrième opus.
Il est décédé du cancer à l'hopital de Gosford à la Nouvelle-Galles du Sud.

## Filmographie

### Comme acteur

#### Cinéma
- 1974 : Stone de Sandy Harbutt (en) : Toad
- 1975 : L'Homme de Hong Kong (The Man from Hong Kong) de Brian Trenchard-Smith et Yu Wang : Morrie Grosse
- 1976 : Mad Dog Morgan de Philippe Mora : Simon
- 1976 : The Trespassers de John Duigan : Frank
- 1978 : Blue Fin de Carl Schultz et Bruce Beresford : Stan
- 1979 : Mad Max de George Miller : Toecutter
- 1979 : Snapshot de Simon Wincer : Linsey
- 1980 : Réaction en chaîne (The Chain Reaction) de Ian Barry : Eagle
- 1982 : Ginger Meggs de Jonathan Dawson : Captain Hook
- 1983 : Going Down de Haydn Keenan : Bottom, the biker
- 1984 : Le Pays où rêvent les fourmis vertes (Wo die grünen Ameisen träumen) de Werner Herzog : mining executive
- 1984 : Strikebound de Richard Lowenstein : Idris Williams
- 1984 : Starship de Roger Christian : Danny
- 1985 : Burke & Wills de Graeme Clifford : Ambrose Kyte
- 1986 : For Love Alone de Stephen Wallace : Andrew
- 1987 : Kangaroo de Tim Burstall : Kangaroo
- 1987 : Les Patterson Saves the World de George Trumbull Miller : Inspector Farouk
- 1989 : Le Sang des héros (The Blood of Heroes) de David Webb Peoples : Lord Vlle
- 1994 : Resistance de Hugh Keays-Byrne : Peter
- 1999 : Huntsman 5.1 de Brent Houghton : Bain
- 2011 : Sleeping Beauty de Julia Leigh : Man 3
- 2015 : Mad Max: Fury Road de George Miller : Immortan Joe

#### Télévision
Séries télévisées
- 1967 : Bellbird
- 1967 : Boy Meets Girl (épisode A High-Pitched Buzz) : Leslie
- 1974 : This Love Affair (épisode Talk of a Running Man)
- 1975 : Ben Hall (épisode Nobody's Man) : John Piesley
- 1976 : Rush (épisode A Shilling a Day) : Tim Thomas
- 1976 : The Outsiders (épisode Ghost Town) : Doyle
- 1977 : Chopper Squad (épisode pilote) : Syd Tasker
- 1980 : Secret Valley : William Wopper
- 1984 : Five Mile Creek (épisode Bill Curruthers) : Bill Curruthers
- 1984 : L'île des rescapés (Runaway Island) d'Igor Auzins : Lucas the Ratter
- 1988 : Joe Wilson (en) : Bob Galletley
- 1998 : Moby Dick (mini-série) : Mr. Stubb
- 1999 : Voyage au centre de la terre (Journey to the Center of the Earth) (mini-série) : McNiff
- 2000-2001 : Farscape (épisodes Die Me, Dichotomy et Season of Death) : Grunchlk
- 2004 : Farscape : Guerre pacificatrice (mini-série) : Grunchlik

Téléfilms
- 1974 : Essington de Julian Pringle
- 1975 : Polly My Love de Peter Maxwell
- 1977 : Say You Want Me d'Oliver Howes : Harry Kirby
- 1977 : The Death Train d'Igor Auzins : Ted Morrow
- 1978 : The Tichborne Affair de Carl Schultz : Tichbourne
- 1979 : Barnaby and Me de Norman Panama : Huggins
- 1982 : Runaway Island d'Igor Auzins : Lucas the Ratter
- 1987 : Treasure Island de Warwick Gilbert (voix)
- 1988 : Badlands 2005 de George Miller : Moondance
- 1988 : Dernier Voyage en Malaisie (Dadah Is Death) de Jerry London : Hammed
- 1995 : Singapore Sling: Old Flames de Michael Carson

### Comme réalisateur
- 1982 : Madness of Two (téléfilm)
- 1992 : Résistance